# 대소 분기점
대소 분기점(Daeso JC)은 충청북도 음성군 대소면 미곡리에 있는 중부고속도로와 평택제천고속도로가 만나는 분기점이다. 건설 당시 가칭은 음성 분기점이었다.

## 연혁
- 2007년 2월 6일 : 분기점 신설을 위해 음성군 도시계획구역 교통광장에 대소면 미곡리 일원을 음성 분기점으로 고시[1]
- 2007년 10월 11일 : 분기점 신설을 위해 음성군 도시계획시설 교통광장에 대소면 미곡리 일원을 음성 분기점으로 고시[2]
- 2008년 11월 11일 : 평택제천고속도로 남안성 ~ 대소 구간 개통에 따라 영업 개시[3]

## 구조물 정보
- 위치: 충청북도 음성군 대소면 미곡리, 삼호리, 진천군 이월면 미잠리
- 클로버스택형으로, 평택제천고속도로의 진출 램프가 동그랗게 말려 있는 형태이다. 구조물은 미호강 위를 지난다.

## 접속하는 노선

### 청주・하남방면
- 중부고속도로 (33번)

### 평택・제천방면
- 평택제천고속도로 (8번)

## 사진

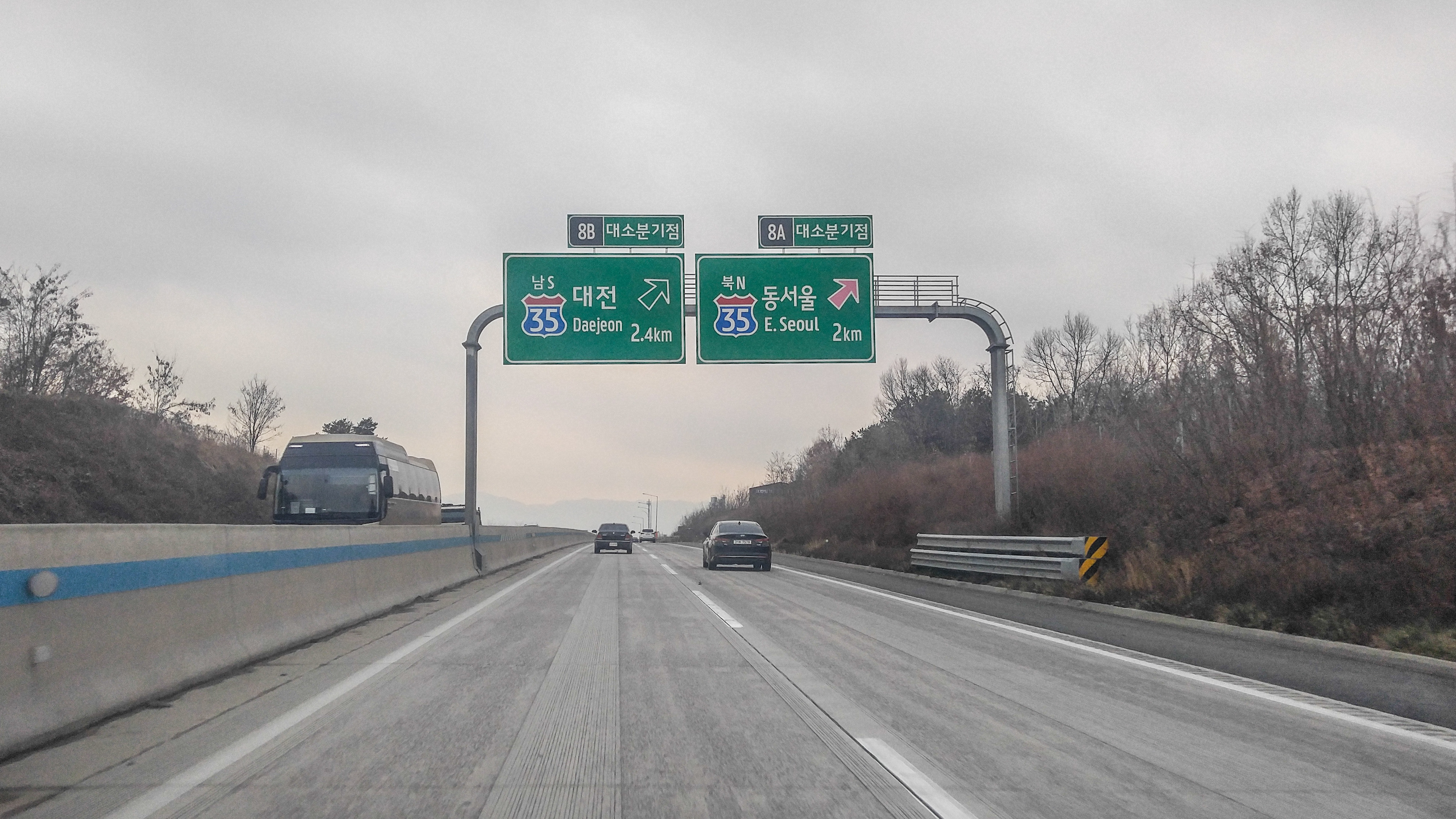
평택제천고속도로 2km 표지판 (평택 방면)
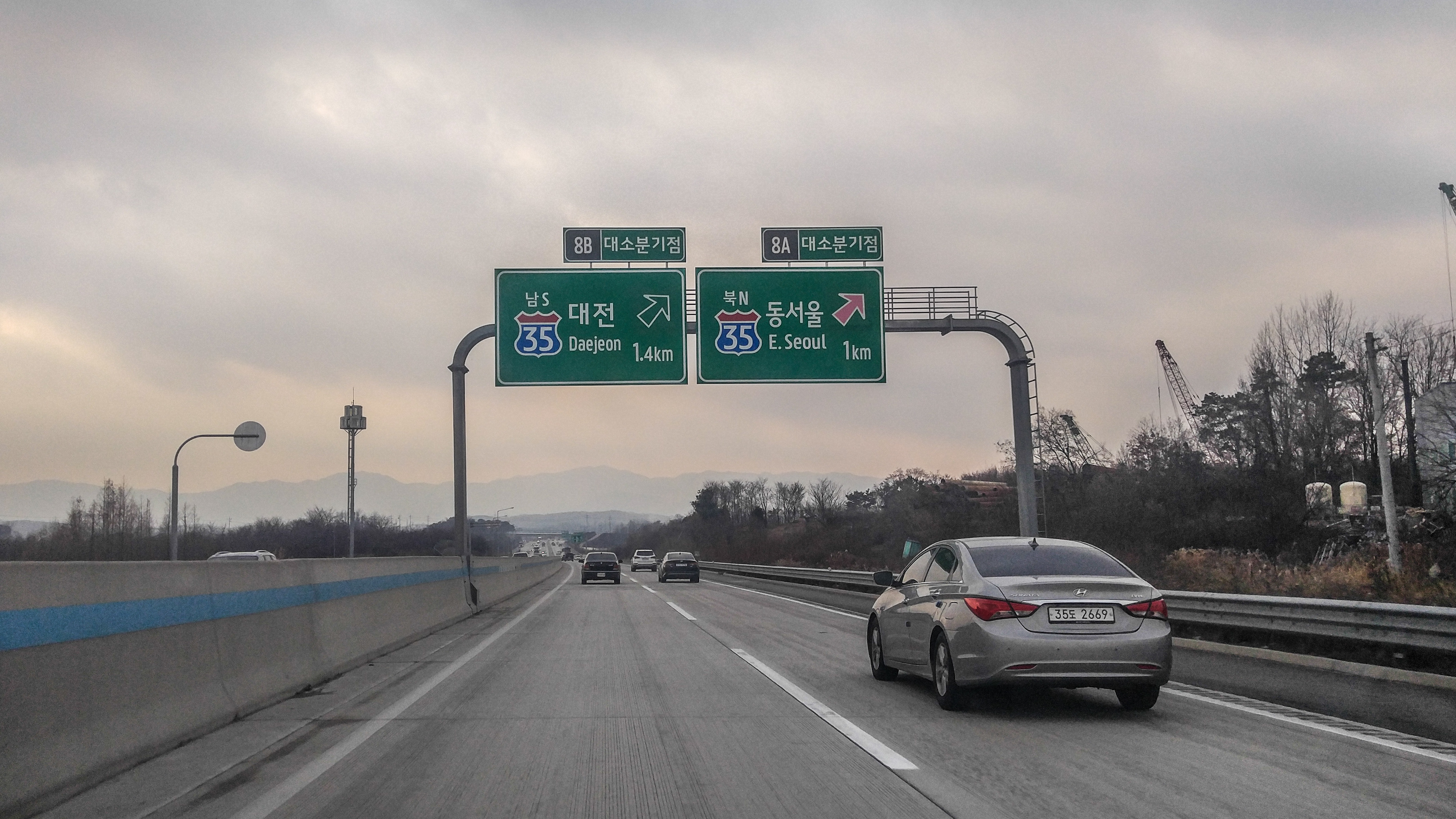
평택제천고속도로 1km 표지판 (평택 방면)
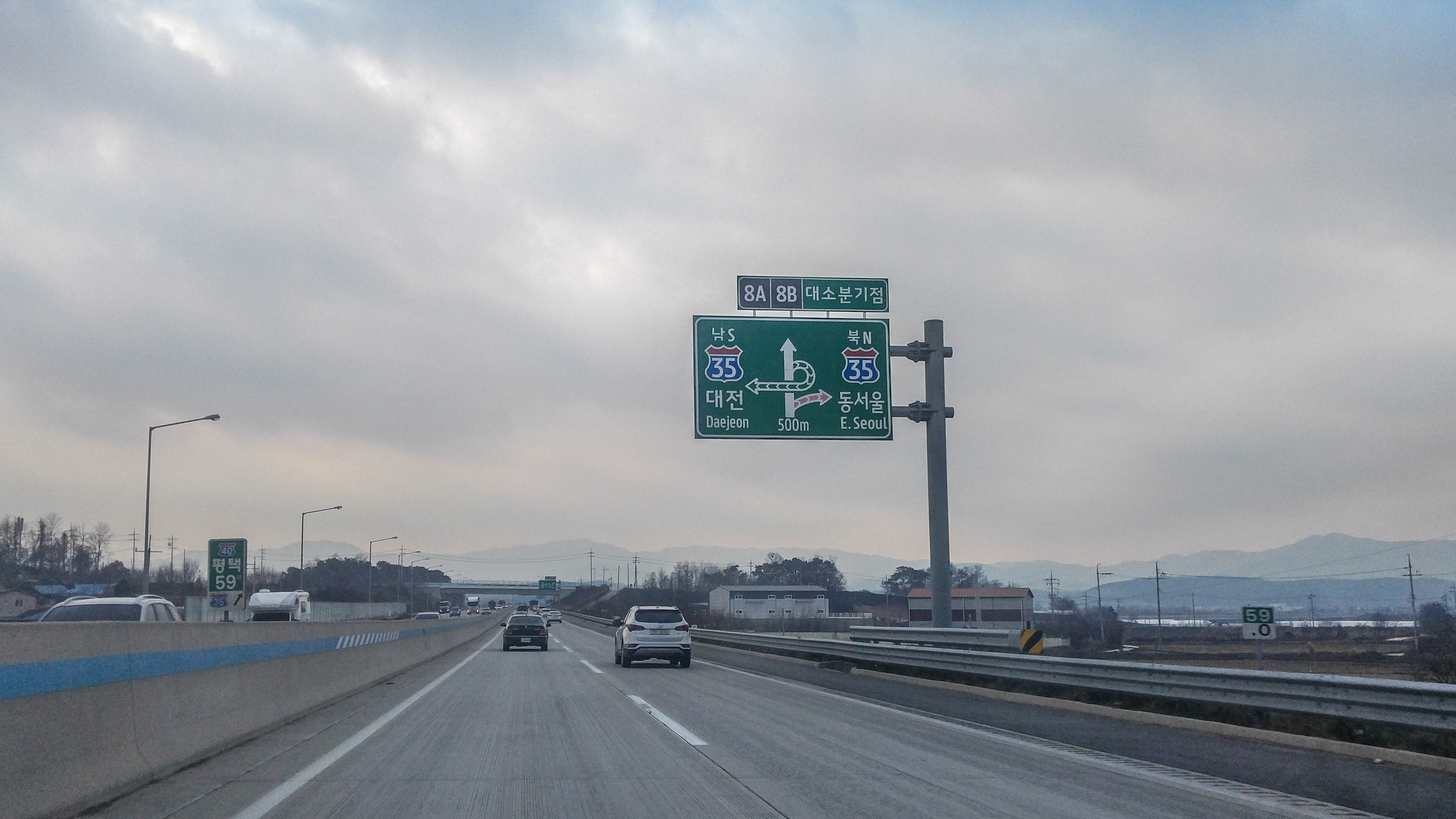
평택제천고속도로 500m 표지판 (평택 방면)
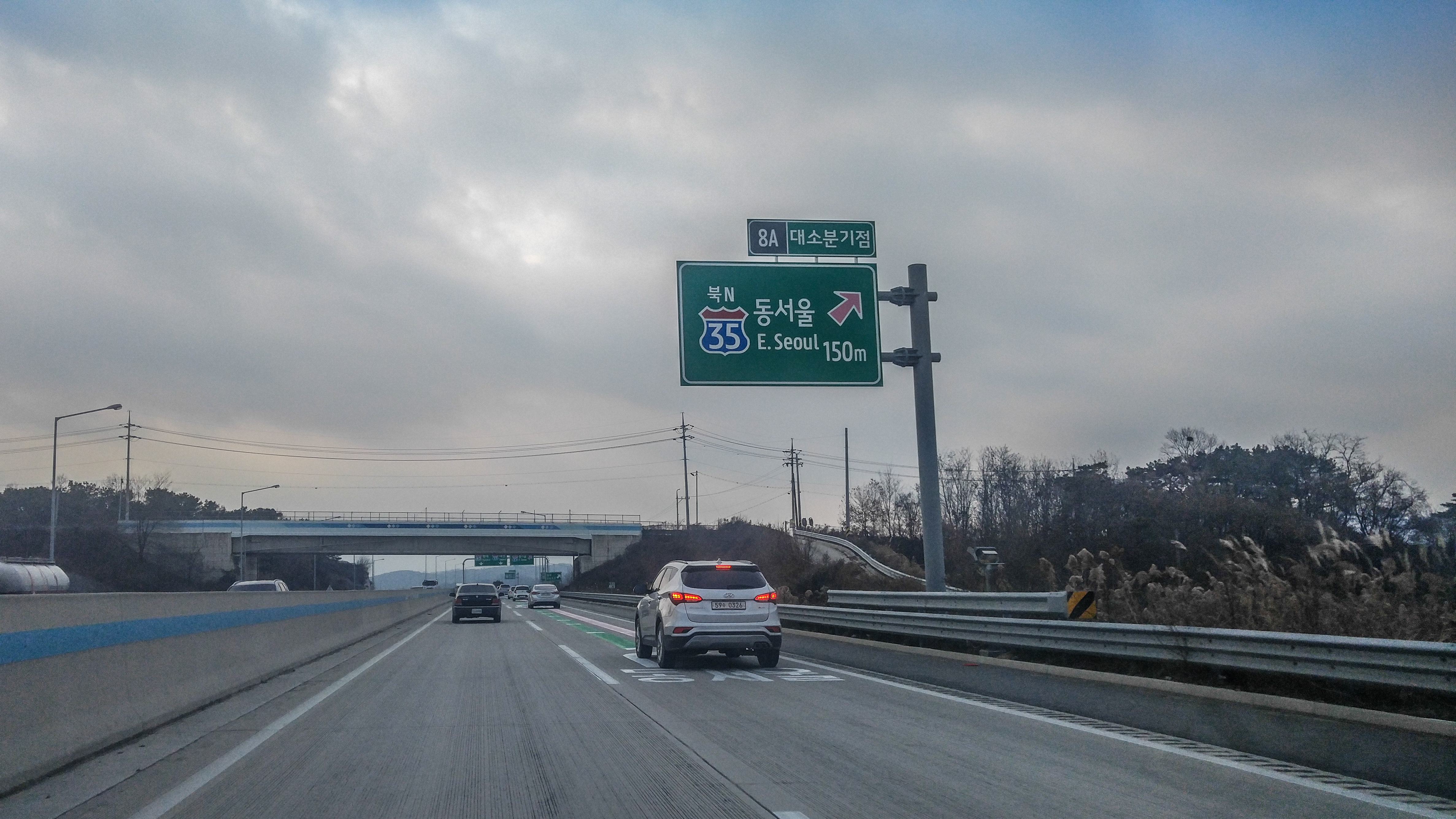
평택제천고속도로 1지점 150m 표지판 (평택 방면)
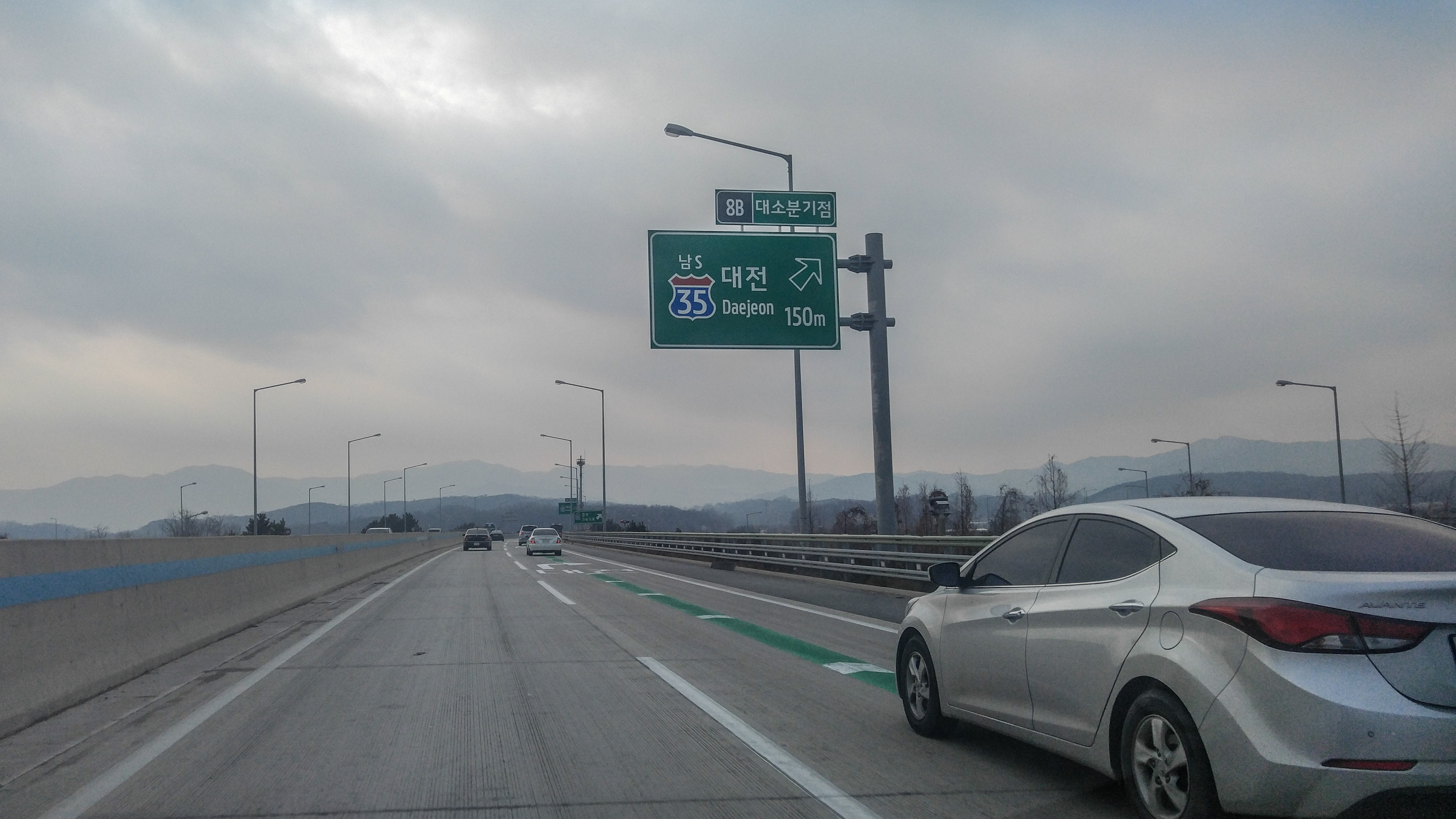
평택제천고속도로 2지점 150m 표지판 (평택 방면)
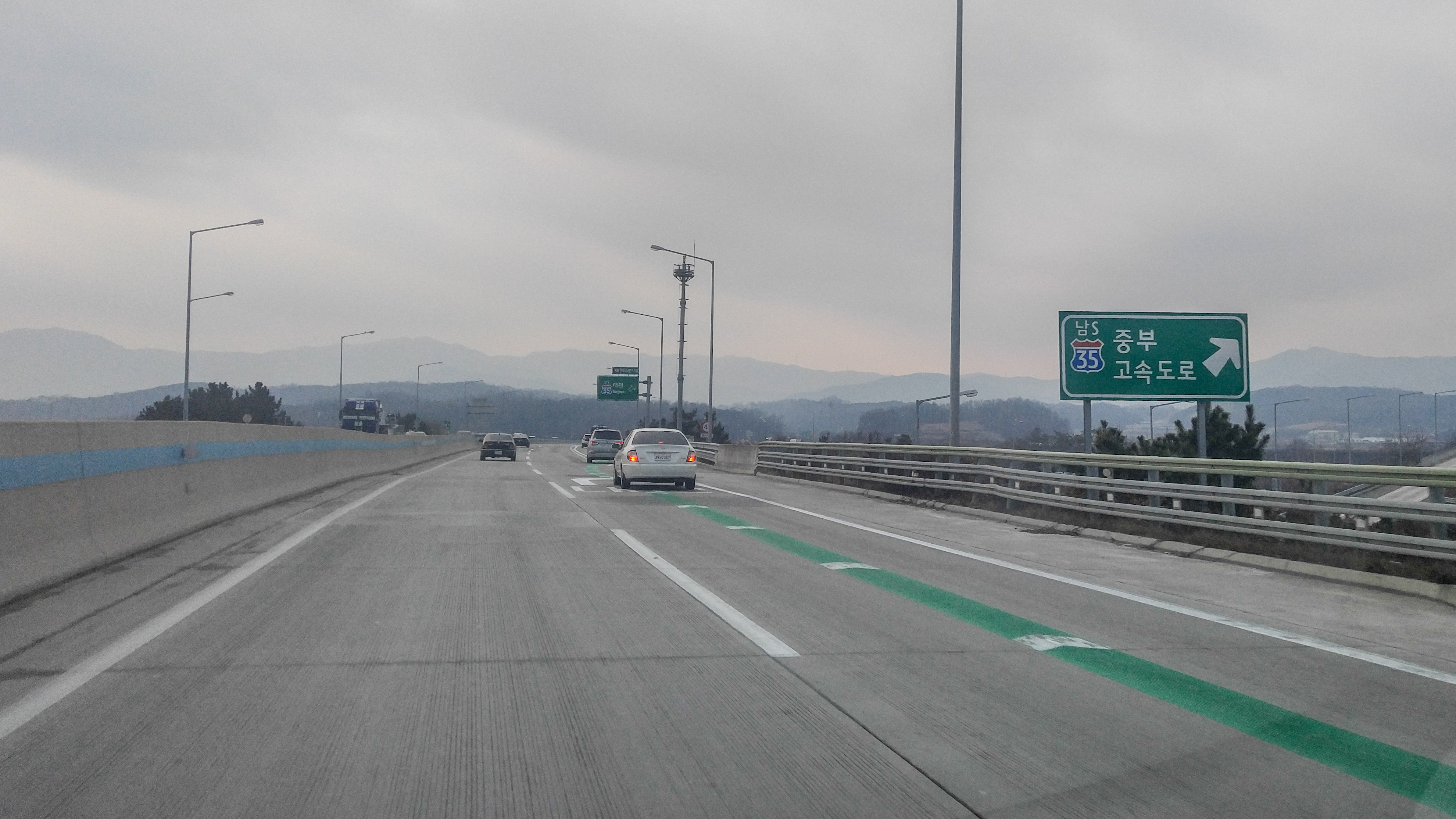
평택제천고속도로 2지점 표지판 (평택 방면)
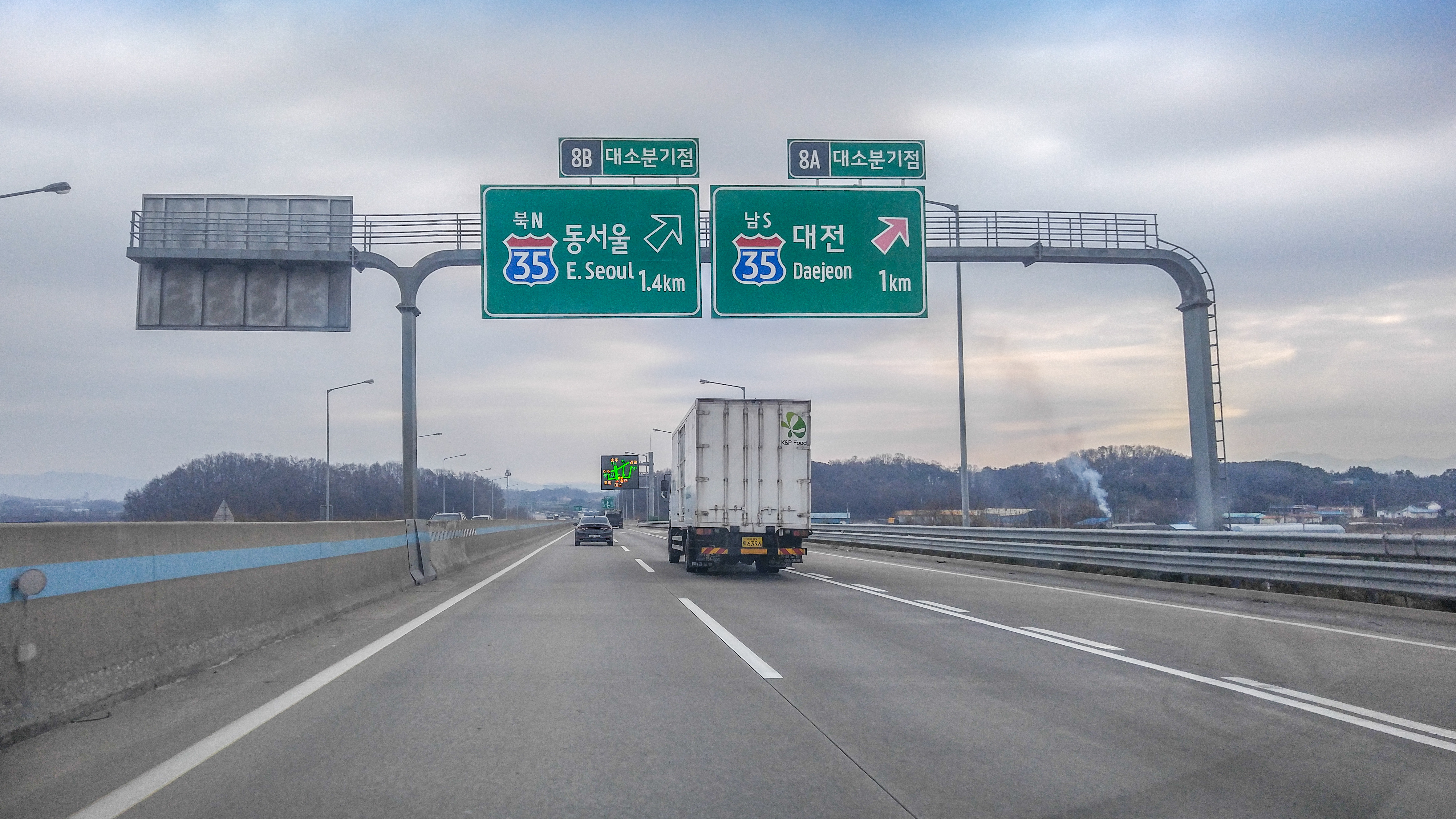
평택제천고속도로 1km 표지판 (제천 방면)
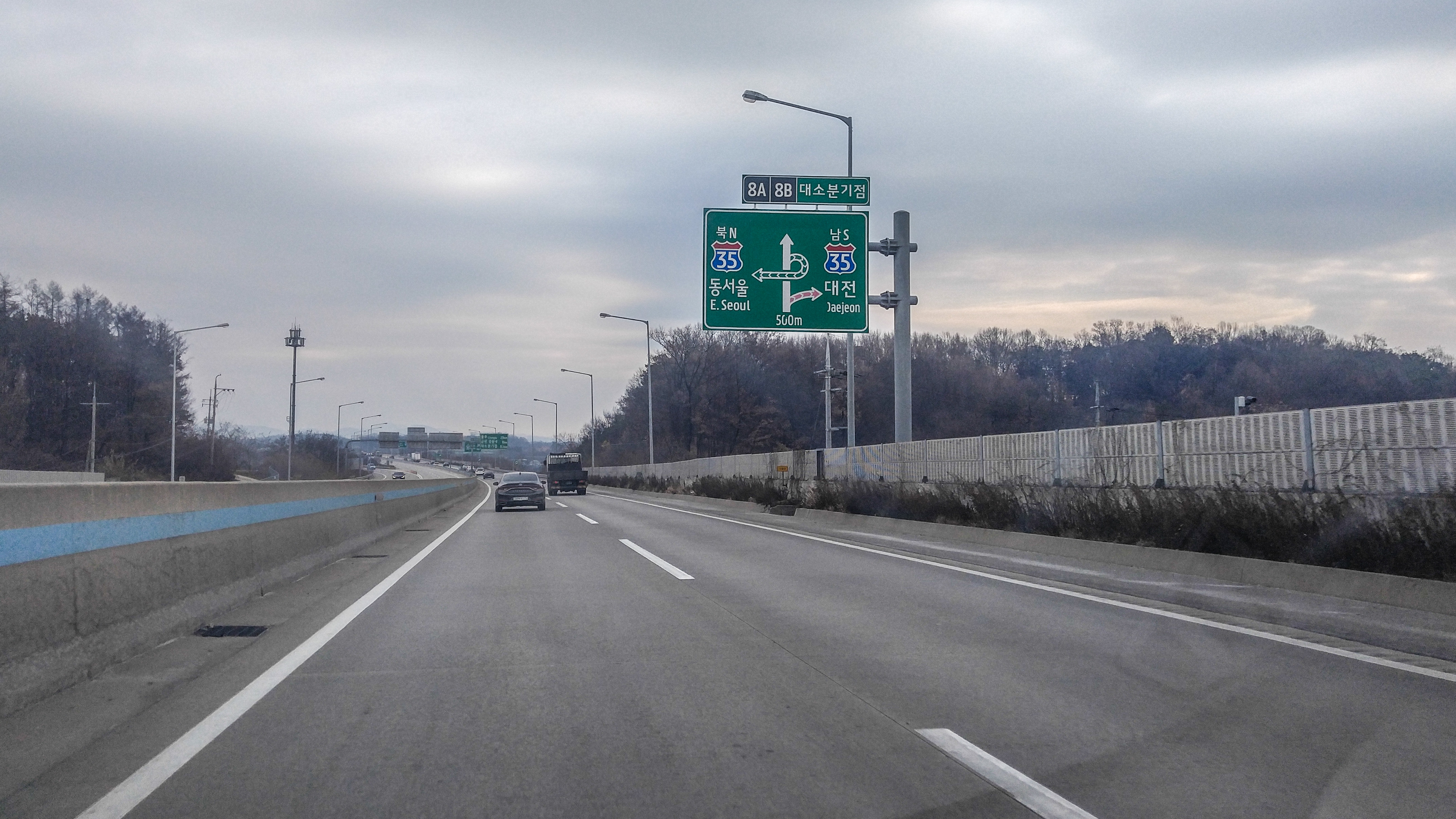
평택제천고속도로 500m 표지판 (제천 방면)
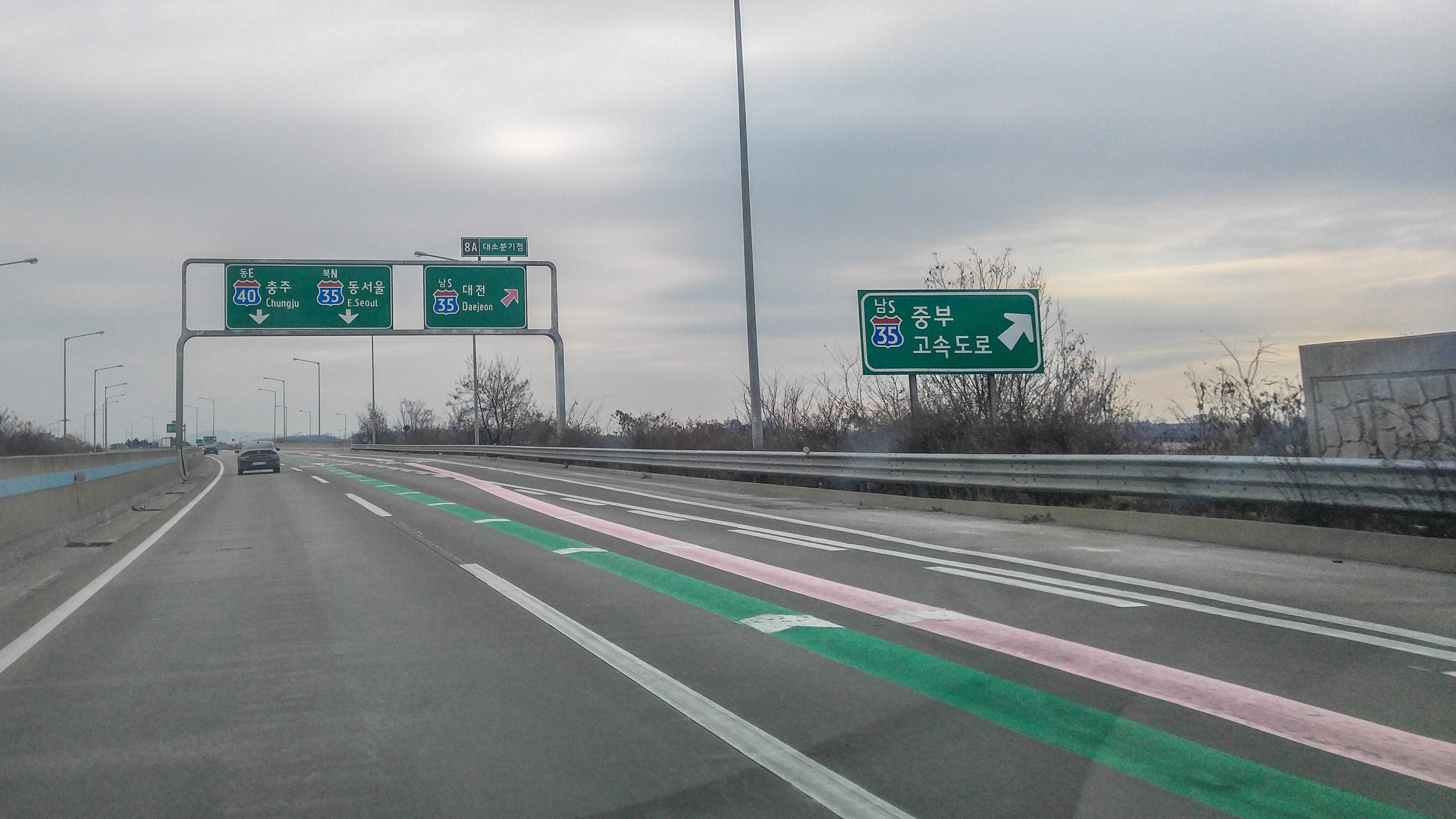
평택제천고속도로 1지점 표지판 (제천 방면)
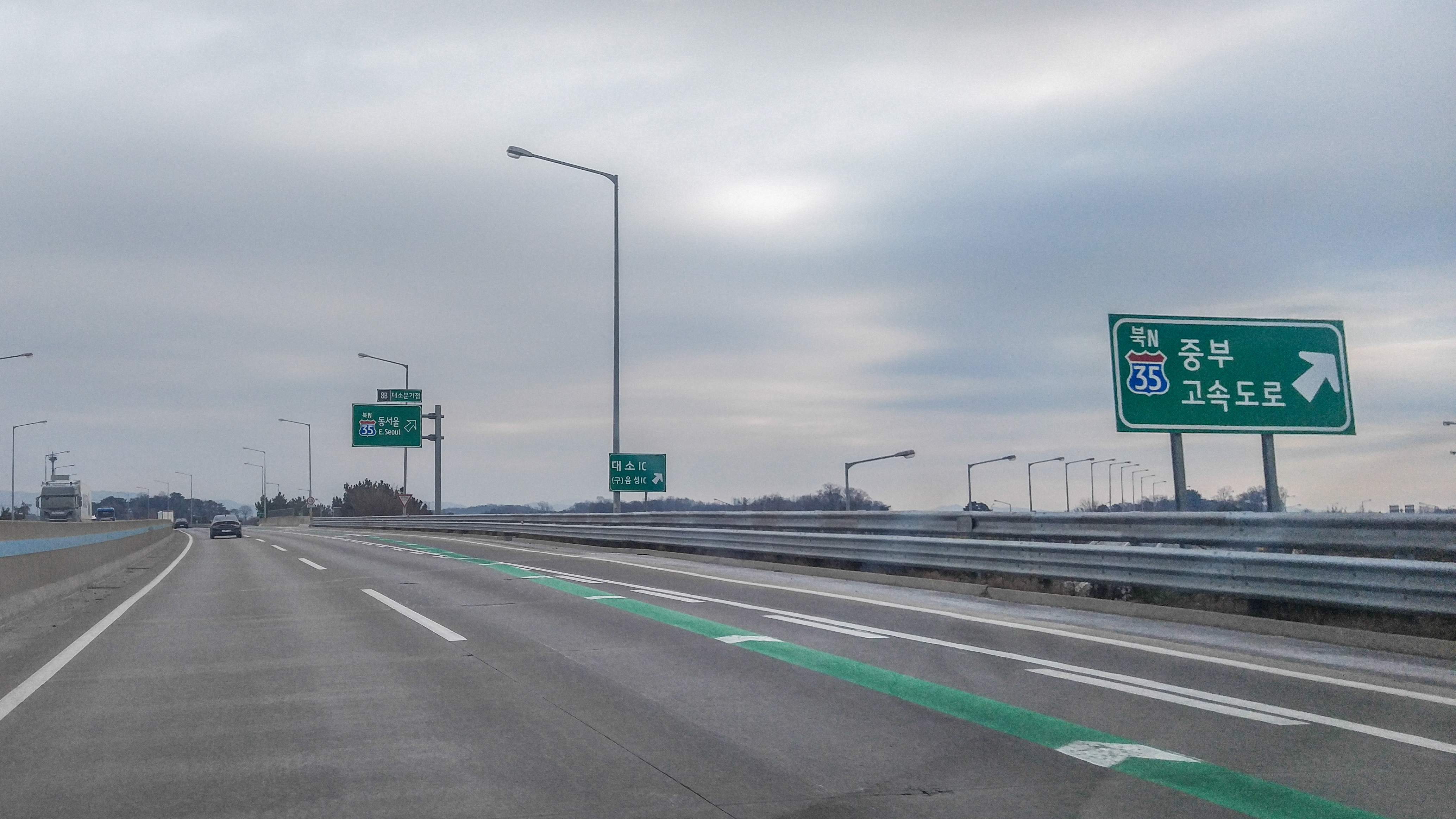
평택제천고속도로 2지점 표지판 (제천 방면)